# Cees van Espen
Cees van Espen (Arnhem, 28 de mayo de 1938) fue un ciclista holandés que fue profesional entre 1964 y 1968. Durante su carrera profesional destaca una victoria de etapa en el Tour de Francia de 1965. 

## Palmarés
1962
- 1.º en la Vuelta a Twente
- 1.º en la Vuelta a Brabant

1963
- 1.º en el Tour del Canadá
- Vencedor de una etapa de la Ronde van het IJsselmeer

1964
- 1.º en Ossendrecht

1965
- 1.º en Oldenzaal
- 1.º en Zundert
- Vencedor de una etapa en el Tour de Francia

1966
- 1.º en Putte-Mechelen

### Resultats al Tour de França
- 1964. Abandona (6.ª etapa)
- 1965. Abandona (11.ª etapa). Vencedor d'una etapa